# 13473 Hokema
A 13473 Hokema (ideiglenes jelöléssel 1953 GJ) a Naprendszer kisbolygóövében található aszteroida. Karl Wilhelm Reinmuth fedezte fel 1953. április 7-én.